# St. Annen (Vacha)

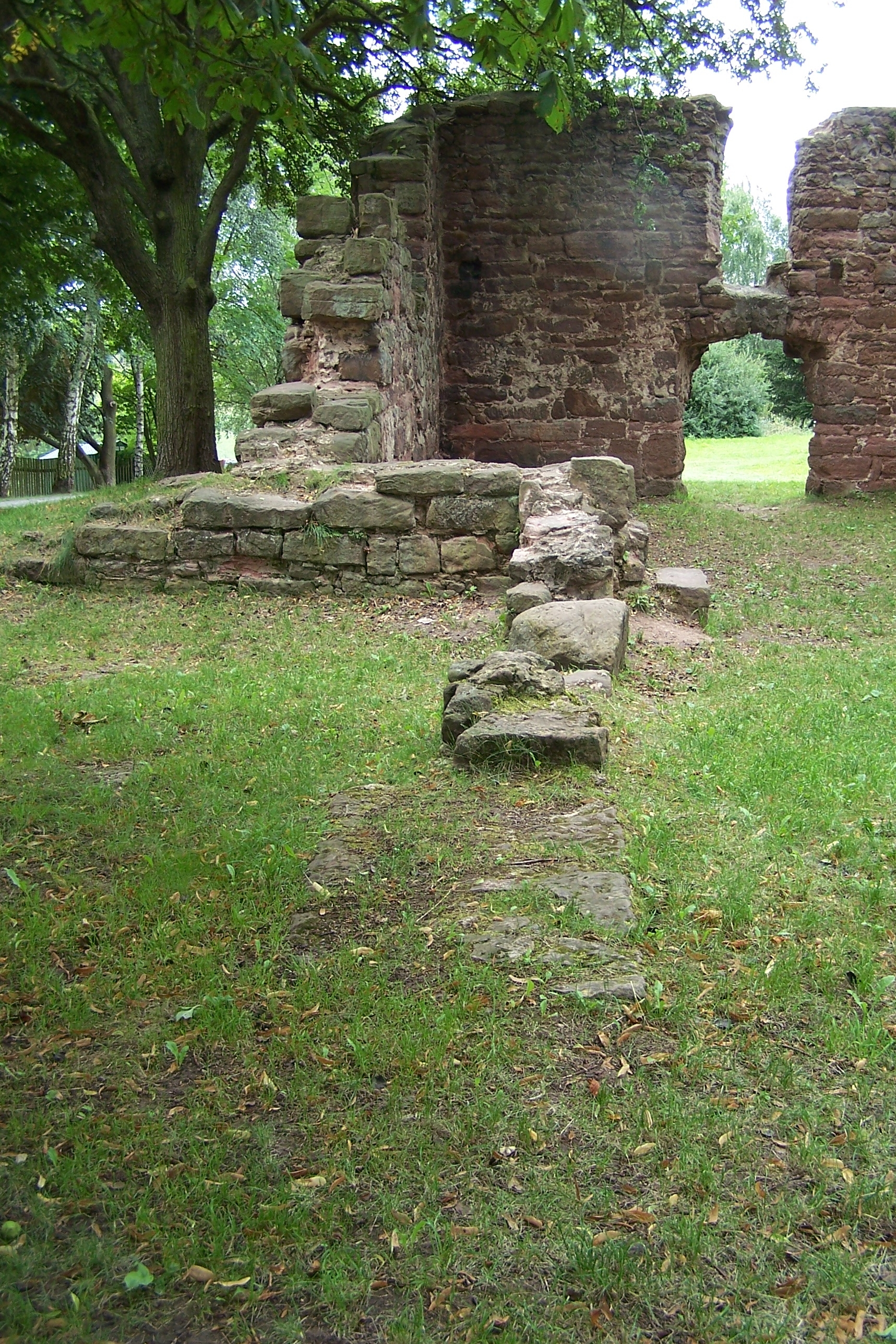
Reste von St. Annen

Die Wallfahrtskapelle St. Annen befand sich einst auf einem Höhenrücken südlich von Vacha im Wartburgkreis in Thüringen.

## Geschichte
Die Annenkirche war eine Rundkirche aus dem frühen Mittelalter. Vor dem Steinbau stand an gleicher Stelle schon eine Holzkapelle, die möglicherweise auf den heiligen Bonifatius zurückging. St. Annen war jahrhundertelang ein viel besuchter Wallfahrtsort. Ab 1368 unterstand sie dem Servitenkloster Vacha. Eine Urkunde von 1440 belegt die Stiftung von jährlich zwei Seelenmessen am Annenaltar durch Hans Wetzel aus Pferdbachsdorf. Mit der Reformation und nach Auflösung des Konvents verfiel die Kapelle. Die Steine der Ruine wurden wohl zur Ausbesserung der Stadtmauer mitverwendet.
Zwischen 1961 und 1963 wurden umfangreiche Grabungen durchgeführt, die die Grundmauern zu Tage förderten. Dabei wurde auch ein größerer Chor freigelegt, in dem noch Reste eines kleineren Chores unmittelbar an der Sakristei zum Vorschein kamen.